# Marpissa agricola
Marpissa agricola là một loài nhện trong họ Salticidae.
Loài này thuộc chi Marpissa. Marpissa agricola được Elizabeth Maria Gifford Peckham & George William Peckham miêu tả năm 1894.